# Husö Strömmen
Husö Strömmen är en fjärd i Åland (Finland). Den ligger i den östra delen av landskapet, 50 km öster om huvudstaden Mariehamn.